# Ромфея
Ромфея (на старогръцки: ῥομφαία; на латински: rhomphaea или rumpia) е железен меч за две ръце – част от тракийското пехотно въоръжение, с голяма дръжка и едностранно заточено право или извито подобно на коса острие. Ранните автори я определят също и като копие, но днес, според находките може да се смята за изяснено, че ромфеята е дълъг режещ и мушкащ меч. Все пак, това мнение все още се оспорва от някои историци, които твърдят, че намерените оръжия не са мечове и не са описаните от изворите ромфеи.
Смята се, че този вид оръжие се е появило и развило в Тракия през втората половина на първото хилядолетие пр.н.е., след редица промени и нововъведения. Според К. Колев, мястото на изобретяване и начална употреба е територията на тракийското племе Беси, които от ранна античност практикували рудодобив и ковачество.
Според Ян Хийт, който твърди, че се позовава на византийския историк Михаил Псел, ромфеята е използвана и от викингското племе Варяги, но това сведение се оспорва и се смята, че се е появило в резултат на неточен превод от гръцки.
През първите няколко века от новата ера в старогръцки думата „ρομφαία“ става нарицателна за всички мечове за една и две ръце, както и за някои брадви. Това преминава изцяло и в ранно-християнската литература.
Меча е на въоръжение от към 400 пр.н.е., до края на римската епоха, като специфично оръжие на тракийските части.

## Описание
Мечът ромфея се изработва от желязо, чрез многократно изковаване и сгъване. Състои се от две основни части – острие и дръжка, без предпазител за ръцете. В основата на острието, често има желязна халка, която служи за окачване на ремък при носене. Общата дължина на оръжието е около 120 – 140 см или повече, в зависимост от ръста на собственика му, от които дръжката е около 40 – 60 см. Въпреки дължината си, меча е лек и може да се използва и с една ръка.
Дръжката е дълга и изтънена. Състои се от две части: долна и горна. Долната част е облицована с дърво с ширина около 2 см, пристегнато с железен нит в най-долния край. Горната, освен с дърво е покрита и с кожа.
Острието има триъгълна форма и сечение. При някои ромфеи то е почти право, а при други е сърповидно. То е дълго, едностранно заточено, със заострен връх. В основата си е широко, а в посока към върха постепенно се изтънява. На плоските страни, често е декорирано.
Вариант на ромфеята е използваният от даките фалкс. Основната разлика между ромфеята и фалкса се състои в степента на извиване на острието. При ромфеята, то е право или леко извито, докато при фалкса е силно извито.

## Използване
Ромфеята е традиционно оръжие на леката и съществена част от снаряжението на тракийската тежка пехота. Предполага се обаче, че е използвана и от конници. Меча може да се използва и за нападение и за защита, поради функциите му да мушка и разсича. Според източниците тя е носена заедно с щит и две метателни копия, но според намерените снаряжения в тракийски гробове щита не е присъствал, а воина е бил снабден с шлем и тежки доспехи, които да защитават тялото му.
Ако се осланяме на античните извори, вероятно в защита ромфеята е използвана заедно с щита, подобно на копие, макар че това не би било удобно и функционално.
При нападение ромфеята е използвана като меч за две ръце, като се е прилагала разсичащата и мощ, осигурявана от дължината на дръжката и общия дизайн.

## Исторически извори
Най-ранното споменаване на ромфеята е от 326 пр.н.е. в битката при Хидасп по време на похода на Александър в Индия. Римският историк Кв. Курций Руф в „История на Александър Велики“ разказва, че тракийската пехота използвала оръжието с добри резултати, като с големите си мечове отсичала хоботите на вражеските бойни слонове на цар Пор.

Следващата дата се появява при Тит Ливий, който разказва за схватка между римляни и македони през 197 пр.н.е., малко преди битката при Киноскефала.
| “ | …Повечето от околните места били гористи и като такива крайно неудобни за действието на македонската фаланга… пък и траките дори не могли да си послужат със своите румпии, които бидейки предълги, преплитали се между спускащите се отвред клони на дърветата… | ” |

 След това той споменава, че през 172 пр.н.е. в битката при Калиник траките, част от армията на владетеля Персей, които били предвождани от царя си Котис, осакатявали с ромфеите си конете на римляните.

Най-известното сведение за ромфеята се дава от Плутарх във връзка с решителната битка при Пидна, през 168 пр.н.е. В „Живота на Емилий Павел“ той пише:
| “ | Първо настъпвали траките, тежко въоръжени с бели и блестящи големи щитове и набедреници. Отдолу облечени с черни хитони, а над десните им рамена заплашително се поклащали железните им румпии, издигнати нагоре. | ” |

През 52 г., в съдебната си реч „В защита на Милон“, Цицерон споменава, че Клодий ранил в рамото „с тракийски меч румпия“ гладиатор на име Бирия.
В съчинението си „Атически нощи“ римският писател Авъл Гелий също споменава ромфеята. Той отбелязва, че при битката при Магнезия, тракийските воини, които охранявали обоза на римската армия, били въоръжени с ромфеи.
Ромфеята също се споменава в оригиналния гръцки текст на „Новия Завет“, в „Евангелието от Лука, II, 35“. В преводите на други езици е заменена с думата меч.
| “ | καὶ σοῦ δὲ αὐτῆς τὴν ψυχὴν διελεύσεται ῥομφαία, ὅπως ἂν ἀποκαλυφθῶσιν ἐκ πολλῶν καρδιῶν διαλογισμοί.И на самата теб меч ще прониже душата ти, за да се открият помислите на много сърца. | ” |

Последния разцвет на ромфеята, като мощно оръжие на древността е отбелязано в изворите описващи Дакийските войни и държавата на Децебал. Според източниците ромфеята, наричана от римляните фалкс имала толкова голяма разсичаща мощ, че на римските легиони в Дакия били подсилени броните за да предпазват по-добре от ударите и.
Една отлична илюстрация на воин въоръжен с ромфея може да се види в централния фриз на гробница при с. Александрово. На рисунката е изобразен лек пехотинец, който следва конник. Той е облечен в черна туника и носи копие с дясната си ръка и ромфея в лявата. Това е най-ранната илюстрация на това типично тракийско оръжие.

## Археологически находки
Всички известни находки на ромфеи са датирани от средата на IV до началото на III в. пр.н.е.:
- Село Кочан: Оръжието е намерено в каменен гроб. Общата му дължина е 128 см, като в последните 52 см мечът има почти правоъгълна форма. Дължина на острието е 76 см, а ширина на листа е 4 см. Има два жлеба от тъпата страна, а в началото на острието има останка от желязна халка. Датировка: IV в. пр.н.е.[14]
- с. Сатовча: Ромфеята е открита в гроб от каменни плочи и е силно корозирала. Запазената обща дължина е 83 см, като дължина на дръжката е 78 см. Открита заедно с бронзов шлем тракийски тип, бронзова броня, две бронзови фибули, железни верижки, къс и широк железен меч и глинени съдове. Датировка: IV в. пр.н.е.[5]
- с. Дебрен: Оръжието е определено от откривателите като тънка желязна сабя. Открито е заедно с бронзов шлем тракийски тип. Датировка: IV в. пр.н.е.[5]
- гр. Разлог: Мечът е лежал в каменен гроб, върху дясната ръка и рамо на погребания, силно разрушен. Общата запазена дължина е 110 см с ширина на листа 2,20 см. Открит е заедно с шест бронзови торкви, фибула с билатерална спирала и спираловиден пръстен. Датировка: III-II в. пр.н.е.[5]
- с. Плетена: Оръжието е намерено в зидан каменен гроб. То е повредено – липсва голяма част от острието. Запазената дължина е 115 см, дължина на дръжката е 38 см. Открито е заедно с железен шлем тракийски тип, бронзови наколенници, шест бронзови торкви. Датировка: края на IV в. пр.н.е. – първата половина на III в. пр.н.е.[5]
- с. Руен: Ромфеята е открита в каменен гроб, като горният край е отчупена. Общата и дължина е 137 см, а дължина на дръжката е 53 см. В задния край и в широката част на острието има кръгъл отвор. Нережещият ръб на оръжието е снабден с жлеб. Датировка: III-II в. пр.н.е.[5]
- с. Червен: Запазената дължина е 145 см. Ширина на острието е 2,50 см, а дължината на дръжката е 58 см. Върхът и част от дръжката са отчупени. В края на острието и в началото на дръжката има по един кръгъл отвор. Датировка: III-II в. пр.н.е.[5]
- Асенова крепост: Мечът е силно повредено – върхът е отчупен, а дръжката е сцепена на две. Запазената обща дължина е 128 см, дължина на дръжката е 52 см, като в задната и част има два отвора. Кръгъл отвор в широката част на острието. Датировка: III-II в. пр.н.е.[5]
- с. Цар Калоян: Оръжието е открито в зидан гроб. То е определено от откривателя като желязно копие, заострено само от едната страна. Запазената обща дължина е 117 см, дължина на дръжката е 63 см. Ромфеята има два отвора в задната част на дръжката и две железни халки в долната част на острието. Открито е заедно с глинени съдове, бронзова торква, бронзова фибула и гривна и железен връх на копие. Датировка: III-I в. пр.н.е.[5]
- с. Брестовица: Мечът е открит в зидан гроб. Счупен е на три части. Ширината му е около 3 см. Датировка: IV в. пр.н.е.[5]
- с. Забърдо: Ромфеята е открита в пещера. Общата и дължина е 147 см, дължина на дръжката е 58 см, а острието е извито. Оръжието има два отвора в задната част на дръжката и в долната част на острието. Вероятна датировка: III-I в. пр.н.е.[5]

## Подобни оръжия
- Фалкс
- Махайра
- Кхопеш
- Нагината